# Andechs
Andechs là một xã và cũng là một chỗ đi hành hương ở huyện Starnberg bang Bayern thuộc nước Đức. Andechs nổi tiếng là nhờ tu viện của dòng Benediktiner với hiệu bia Andechser.

## Địa lý
Xã Andechs nằm trên một lưng đồi giữa Ammersee về phía Tây và Starnberger See ở phía Đông. Nội trong xã độ cao chênh lệch tới hơn 200m, từ 533 m trên mặt nước biển tại bờ hồ Ammersee cho tới 740 tại Kerschlacher Forst.
Nơi này nằm trong trung tâm của vùng Fünfseenland và chia làm 4 làng Erling, Frieding, Machtlfing và khu công nghiệp Rothenfeld.
Suối Kienbach chảy qua làng Erling.